# زيارت (دلغان)
زيارت (بالفارسية: زیارت) هي قرية تقع في قسم هوديان الريفي (مقاطعة دلغان) في إيران. يقدر عدد سكانها بـ 54 نسمة .